# Гуляйпольский район
Гуля́йпольский райо́н (укр. Гуляйпільський район) — упразднённая административная единица Запорожской области Украины. Административный центр — город Гуляйполе.

## География
Гуляйпольский район расположен в юго-восточной части Украины и северо-восточной части Запорожской области. Район граничит на юге с Пологовским районом, на западе с Ореховским районом, на северо-востоке — с Новониколаевским районом, на востоке — с Бильмакским районом. Кроме того — с Покровским районом Днепропетровской области и на востоке — с Великоновоселковским районом Донецкой области.
Территория района занимает площадь 1,3 тысячи км², что составляет 4,8 % территории Запорожской области
По территории района протекают реки
Гайчур,
Солёная,
Янчур,
Жеребец,
Верхняя Терса.

## История
Район образован 7 марта 1923 года. 17 июля 2020 года в результате административно-территориальной реформы район вошёл в состав Пологовского района.

## Население
По данным переписи 2001 года, численность населения составляла 34 290 человек, на 1 января 2013 года — 27 942 человека.

## Административное устройство
Район включает в себя:
| - Городских советов: 1 - Поселковых советов: 1 - Сельских советов: 18 | - Городов: 1 - Посёлков городского типа: 1 - Сёл: 57 |

### Местные советы[7]
| - Гуляйпольский городской совет - Зализничный поселковый совет - Верхнетерсянский сельский совет - Воздвижевский сельский совет - Добропольский сельский совет - Долинский сельский совет - Дорожнянский сельский совет - Комсомольский сельский совет - Любимовский сельский совет - Малиновский сельский совет | - Мирненский сельский совет - Новозлатопольский сельский совет - Новониколаевский сельский совет - Петровский сельский совет - Полтавский сельский совет - Приютненский сельский совет - Ровнопольский сельский совет - Темировский сельский совет - Успеновский сельский совет - Червоненский сельский совет |

### Населённые пункты[8]
| с. Бабаши с. Варваровка с. Верхняя Терса с. Весёлое с. Вишнёвое с. Воздвижевка с. Горькое г. Гуляйполе с. Гуляйпольское с. Доброполье с. Долинка с. Дорожнянка с. Еленоконстантиновка с. Загорное пгт Зализничное | с. Затишье с. Зелёное с. Зелёный Гай с. Копани с. Красногорское с. Криничное с. Левадное с. Любимовка с. Малиновка с. Марфополь с. Мирное с. Нововасилевское с. Новогригоровка с. Новодаровка с. Новое | с. Новое Запорожье с. Новозлатополь с. Новоивановка с. Новониколаевка с. Новоукраинское с. Новоуспеновское с. Обратное с. Ольговское с. Охотничье с. Павловка с. Полтавка с. Привольное с. Прилуки с. Приютное с. Ремовка | с. Ровное с. Ровнополье с. Рыбное с. Святопетровка с. Сладкое с. Староукраинка с. Степановка с. Степовое с. Темировка с. Успеновка с. Цветковое с. Чаривное с. Червоное с. Яблоково |

#### Ликвидированные населённые пункты[9]
| с. Добровольное | с. Культурное | с. Радянское |